# Nacho Fernández
José Ignacio Fernández Iglesias (Madrid, 18 januari 1990) - alias Nacho Fernández - is een Spaans voetballer die voornamelijk als centrale verdediger speelt, maar ook als vleugelverdediger uit de voeten kan. Hij maakte in de zomer van 2024 de overstap van Real Madrid naar Al-Qadisya. Nacho debuteerde in 2013 in het Spaans voetbalelftal.

## Clubcarrière

### Real Madrid
Op elfjarige leeftijd kwam Nacho in de jeugdopleiding van Real Madrid terecht. Hij speelde tussen 2008 en 2013 111 wedstrijden voor het tweede elftal van Real Madrid, waarin hij viermaal scoorde.
Op 23 april 2011 maakte hij zijn debuut als linksback in de met 3-6 gewonnen partij tegen Valencia. Een week later begon hij opnieuw in de basiself. Real verloor thuis met 2-3 van Real Zaragoza. Hij speelde drie wedstrijden in zijn eerste twee seizoenen bij Real. Op 2 september 2012 maakte José Mourinho bekend dat Nacho, Álvaro Morata en Jesús Fernández zouden meetrainen met het eerste elftal. Ook al speelden ze dat seizoen nog steeds wedstrijden voor Real Madrid Castilla. Hij kwam als invaller tot dertien wedstrijden. Hij speelde de laatste zeven competitiewedstrijden van het seizoen en verloor daarin geen enkele keer. 
In 2013 werd Nacho definitief bij de hoofdmacht gehaald. Hij erfde het rugnummer van Raúl Albiol. Real won dat seizoen zowel de beker als de Champions League, maar Nacho speelde in geen van beide finales. Op 28 mei 2016 zat Nacho opnieuw ongebruikt op de bank toen Real de CL-finale won van stadsgenoot Atlético de Madrid, zelf speelde hij alleen in de groepsfase mee. Het seizoen erop won Real opnieuw de Champions League, maar zonder Nacho op het veld. Hij was dat seizoen mede door blessureleed van concurrenten wel de meest gebruikte centrale verdediger in de competitie, die Real Madrid voor het eerst in vijf jaar weer eens won.
Op 21 januari 2018 scoorde Nacho tegen Deportivo de La Coruña (7-1 overwinning) voor het eerst tweemaal in één wedstrijd. Op 26 mei 2018 stond Real opnieuw in de finale van de Champions League en ditmaal maakte Nacho wel minuten. Hij viel na 36 minuten in voor de geblesseerde Daniel Carvajal en won met 3-1 van Liverpool. Het seizoen erop was Nacho vooral geblesseerd en kwam hij slechts tot tien wedstrijden in alle competities.
In juli 2021 verlengde hij zijn contract met twee jaar tot de zomer van 2023. Een jaar later werd hij, na het vertrek van Marcelo benoemd tot vice-captain achter Karim Benzema. Een zomer later vertrok de Fransman bij Real, verlengde Nacho zijn contract met een jaar en werd hij de nieuwe aanvoerder van Real Madrid. Dat seizoen ontving hij tweemaal een directe rode kaart, voor tackles op Portu van Girona FC en Samu Omorodion van Deportivo Alavés. Daarmee werd hij de eerste Real-speler met twee rode kaarten in één seizoen sinds Sergio Ramos in het seizoen 2017/18. 
Als aanvoerder werd hij dat seizoen kampioen met Real Madrid, waarmee hij samen met Marcelo, Benzema en Luka Modrić de meeste prijzen ooit pakte namens Real Madrid (25). Een maand later was hij de captain tijdens de Champions League-finale, die met 2-0 gewonnen werd van Borussia Dortmund, waarmee hij één van vijf spelers werd om de trofee zes keer te winnen. Bovendien verbeterde samen met Modric zijn record voor meeste prijzen ooit met Real (26). Op 25 juni liet hij weten dat hij na 23 jaar zou vertrekken bij Real Madrid. Hij speelde in totaal 364 wedstrijden voor Real Madrid, waarin hij goed was voor zestien goals en tien assists. 

### Al-Qadisya
In de zomer van 2024 vertrok Nacho transfervrij naar Al-Qadisya, dat net was gepromoveerd naar de Saudi Pro League.

## Clubstatistieken
| Seizoen     | Club          | Competitie         | Competitie | Competitie | Beker | Beker | Europa | Europa | Totaal | Totaal |
| Seizoen     | Club          | Competitie         | Wed.       | Dlp.       | Wed.  | Dlp.  | Wed.   | Dlp.   | Wed.   | Dlp.   |
| ----------- | ------------- | ------------------ | ---------- | ---------- | ----- | ----- | ------ | ------ | ------ | ------ |
| 2008/09     | Real Madrid B | Segunda División B | 2          | 0          | —     | —     | —      | —      | 2      | 0      |
| 2009/10     | Real Madrid B | Segunda División B | 21         | 1          | —     | —     | —      | —      | 21     | 1      |
| 2010/11     | Real Madrid B | Segunda División B | 32         | 0          | —     | —     | —      | —      | 32     | 0      |
| 2011/12     | Real Madrid B | Segunda División B | 37         | 3          | —     | —     | —      | —      | 37     | 3      |
| 2012/13     | Real Madrid B | Segunda División A | 19         | 0          | —     | —     | —      | —      | 19     | 0      |
| Club Totaal | Club Totaal   | Club Totaal        | 111        | 4          | 0     | 0     | 0      | 0      | 111    | 4      |
| 2010/11     | Real Madrid   | Primera División   | 2          | 0          | 0     | 0     | 0      | 0      | 2      | 0      |
| 2011/12     | Real Madrid   | Primera División   | 0          | 0          | 1     | 0     | —      | —      | 1      | 0      |
| 2012/13     | Real Madrid   | Primera División   | 9          | 0          | 3     | 0     | 1      | 0      | 13     | 0      |
| 2013/14     | Real Madrid   | Primera División   | 12         | 0          | 4     | 0     | 3      | 0      | 19     | 0      |
| 2014/15     | Real Madrid   | Primera División   | 14         | 1          | 2     | 0     | 6      | 0      | 22     | 1      |
| 2015/16     | Real Madrid   | Primera División   | 16         | 0          | 1     | 0     | 5      | 1      | 22     | 1      |
| 2016/17     | Real Madrid   | Primera División   | 28         | 2          | 5     | 1     | 6      | 0      | 39     | 3      |
| 2017/18     | Real Madrid   | Primera División   | 27         | 3          | 6     | 0     | 9      | 1      | 42     | 4      |
| 2018/19     | Real Madrid   | Primera División   | 20         | 0          | 5     | 0     | 5      | 0      | 30     | 0      |
| 2019/20     | Real Madrid   | Primera División   | 6          | 1          | 3     | 1     | 1      | 0      | 10     | 2      |
| 2020/21     | Real Madrid   | Primera División   | 24         | 1          | 1     | 0     | 8      | 0      | 33     | 1      |
| 2021/22     | Real Madrid   | Primera División   | 28         | 3          | 5     | 0     | 9      | 0      | 42     | 3      |
| 2022/23     | Real Madrid   | Primera División   | 27         | 1          | 9     | 0     | 8      | 0      | 44     | 1      |
| 2023/24     | Real Madrid   | Primera División   | 29         | 0          | 4     | 0     | 12     | 0      | 45     | 0      |
| Club Totaal | Club Totaal   | Club Totaal        | 242        | 12         | 49    | 2     | 72     | 2      | 364    | 15     |
| 2024/25     | Al-Qadisya    | Saudi Pro League   | 0          | 0          | 0     | 0     | 0      | 0      | 0      | 0      |
| Club totaal | Club totaal   | Club totaal        | 0          | 0          | 0     | 0     | 0      | 0      | 0      | 0      |
| TOTAAL      | TOTAAL        | TOTAAL             | 453        | 16         | 49    | 2     | 72     | 2      | 475    | 19     |

Bijgewerkt op 12 juli 2024.

## Interlandcarrière
Nacho kwam uit voor Spanje -16, Spanje -17 en Spanje -19. Met Spanje -21 won hij het Europees kampioenschap voetbal onder 21. Op 10 september 2013 debuteerde hij voor Spanje in een vriendschappelijke interland tegen Chili. Hij verving de geblesseerde Iñigo Martínez in de selectie en mocht na een uur spelen invallen voor Sergio Ramos. 

### WK 2018
Nacho maakte deel uit van de Spaanse selectie, die onder leiding van interim-bondscoach Fernando Hierro in 2018 deelnam aan de WK-eindronde in Rusland. Daar wist de ploeg niet te overtuigen; in groep B werd gelijkgespeeld tegen Portugal (3-3) en Marokko (2-2). In eerstgenoemde wedstrijd maakte Nacho de laatste goal van de wedstrijd en daarmee zijn eerste voor het nationale elftal. Spanje won in de poulefase alleen van Iran (1-0). In de achtste finales trokken de Zuid-Europeanen vervolgens in de strafschoppenreeks aan het kortste eind in het duel met gastland Rusland (3-4), nadat beide teams in de reguliere speeltijd plus verlenging op 1-1 waren blijven steken. Koke en Iago Aspas misten voor Spanje vanaf elf meter, oog in oog met de Russische doelman Igor Akinfejev. Nacho kwam in twee van de vier duels in actie. Hij kwam vervolgens in zes jaar slechts twee keer in actie.

### EK 2024
Hij werd op 7 juni 2024 door bondscoach Luis de la Fuente opgenomen in de Spaanse selectie voor het EK 2024 in Duitsland. Hij vormde met Robin Le Normand het centrale duo in het openingsduel met Kroatië (3-0 winst). Hij speelde ook de kwartfinale en halve finale tegen Duitsland en Frankrijk, door een schorsing van Le Normand. Hij viel in tijdens de finale tegen Engeland, die met 2-1 gewonnen werd.

## Erelijst
| Competitie                      |             |                                                      |
| Competitie                      | Aantal      | Jaren                                                |
| Real Madrid                     | Real Madrid | Real Madrid                                          |
| ------------------------------- | ----------- | ---------------------------------------------------- |
| FIFA Club World Cup             | 4×          | 2014, 2016, 2017, 2018                               |
| UEFA Champions League           | 6×          | 2013/14, 2015/16, 2016/17, 2017/18, 2021/22, 2023/24 |
| UEFA Super Cup                  | 3×          | 2014, 2016, 2017                                     |
| Primera División                | 5×          | 2011/12, 2016/17, 2019/20, 2021/22, 2023/24          |
| Copa del Rey                    | 2×          | 2010/11, 2013/14                                     |
| Supercopa de España             | 5×          | 2012, 2017, 2019/20, 2021/22, 2023/24                |
| Spanje                          |             |                                                      |
| Europees Kampioenschap          | 1×          | 2024                                                 |
| Spanje –21                      |             |                                                      |
| Europees kampioenschap onder 21 | 1×          | 2013                                                 |
| Spanje –17                      |             |                                                      |
| Europees kampioenschap onder 17 | 1×          | 2007                                                 |

1 Courtois ·
2 Carvajal  ·
3 Militão ·
4 Alaba ·
5 Bellingham ·
6 Camavinga ·
7 Vinícius ·
8 Valverde ·
9 Mbappé ·
10 Modrić ·
11 Rodrygo ·
13 Lunin ·
14 Tchouaméni ·
15 Güler ·
16 Endrick ·
17 Vázquez ·
18 Vallejo ·
19 Ceballos ·
20 García ·
21 Díaz ·
22 Rüdiger ·
23 Mendy ·
Coach: C. Ancelotti
Assistent-trainer: D. Ancelotti
1 De Gea ·
2 Carvajal ·
3 Piqué ·
4 Nacho ·
5 Busquets ·
6 Iniesta ·
7 Saúl ·
8 Koke ·
9 Rodrigo ·
10 Thiago ·
11 Vázquez ·
12 Odriozola ·
13 Arrizabalaga ·
14 Azpilicueta ·
15 Ramos  ·
16 Monreal ·
17 Aspas ·
18 Alba ·
19 Costa ·
20 Asensio ·
21 Silva ·
22 Isco ·
23 Reina ·
Coach: Hierro
1 Raya ·
2 Carvajal ·
3 Le Normand ·
4 Nacho ·
5 Vivian ·
6 Merino ·
7 Morata  ·
8 Ruiz ·
9 Joselu ·
10 Olmo ·
11 Torres ·
12 Grimaldo ·
13 Remiro ·
14 Laporte ·
15 Baena ·
16 Rodri ·
17 Williams ·
18 Zubimendi ·
19 Yamal ·
20 Pedri ·
21 Oyarzabal ·
22 Navas ·
23 Simón ·
24 Cucurella ·
25 López ·
26 Pérez ·
Coach: De la Fuente